# Акамант
Акамант (грч. Ἀκάμ-ας, -αντος) је у грчкој митологији било име више личности.

## Митологија
1. Акамант (Антеноров син)
2. Акамант (Тезејев син)
3. У Хомеровој „Илијади“, био је Еусоров син који је учествовао у тројанском рату и предводио је Трачане. Убио га је Ајант.[1] Ареј је једном приликом попримио лик овог јунака како би Тројанце подстакао на борбу.[2]
4. Вергилије у „Енејиди“ и други аутори су тако називали једног од киклопа.[3][4]
5. Према Аполодору, био је Пенелопин просилац из Дулихијума.[5]
6. Хигин је навео Акаманта као једног од Актеонових паса.[6]
7. Статије је поменуо Акаманта као једног од Тебанаца који је Тидеју припремио заседу, али га је, као и остале, Тидеј убио.[6]
8. Исти аутор је писао и о Акаманту из Етолије, који је у рату седморице против Тебе, који је касније уследио, ратовао против Тебе.[6]